# 원남초등학교 문암분교
원남초등학교 문암분교는 충청북도 음성군 원남면 충청대로 232 (문암리)에 있었던 분교이다.

## 연혁
- 1961년 4월 1일 원남국민학교 문암분교장 인가
- 1965년 3월 1일 문암국민학교 개교
- 1967년 2월 16일 제1회 졸업생 배출(44명)
- 1968년 2월 12일 제2회 졸업생 배출(51명)
- 1978년 7월 1일 교가 승인 (작사, 작곡: 류승일)
- 1991년 2월 20일 제25회 졸업생 배출
- 1991년 3월 1일 원남국민학교 문암분교장으로 편입
- 1999년 9월 1일 원남초등학교로 통폐합

## 교명 유래
본래 음성군 원서면(遠西面)의 지역인데 1914년 행정구역 폐합에 따라 눌문리(訥文里)일부와 팽암리(彭岩里)를 병합하여 눌문의 문(文)자와 팽암의 암(岩)자를 따서 문암리(文岩里)라 하였다.